# Grand Ermitage
Le Grand Ermitage ou Vieil Ermitage (en russe : Большой (Старый) Эрмитаж) est un monument architectural qui fait partie du complexe du musée de l'Ermitage à Saint-Pétersbourg, construit de 1771 à 1787 par l'architecte Georg Friedrich Veldten. Il est situé dans le prolongement des bâtiments du Palais d'Hiver longeant le quai du Palais, et est destiné à présenter les collections artistiques du palais. En 1792, Giacomo Quarenghi ajoute au Grand Ermitage un bâtiment qui abrite la Loggia Raphaël.

## Appellation
Le nouveau bâtiment est beaucoup plus grand que le Petit Ermitage, dont la construction a débuté en 1764. C'est pourquoi il porte son nom de Grand Ermitage. Mais au XIXe siècle après la construction du Nouvel Ermitage par Leo von Klenze, le nom de Vieil Ermitage lui a été donné, ce qui chronologiquement n'est pas exact pour le Nouvel Ermitage puisque le Théâtre de l'Ermitage, qui fait partie du complexe, est le plus récent de tout le complexe.

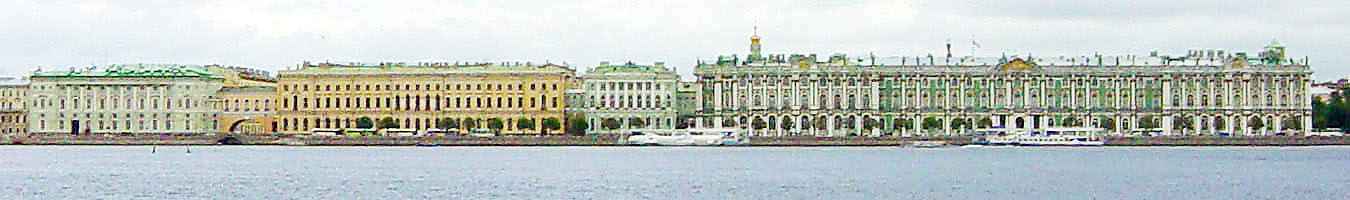
Le complexe de l’Ermitage. De gauche à droite : le Théâtre de l'Ermitage, le Canal d'Hiver et le Pont de l'Ermitage, le Grand (ou Vieil Ermitage), le Petit Ermitage, le palais d’Hiver (le Nouvel Ermitage qui est situé derrière le Grand Ermitage n’est pas visible).

## Histoire

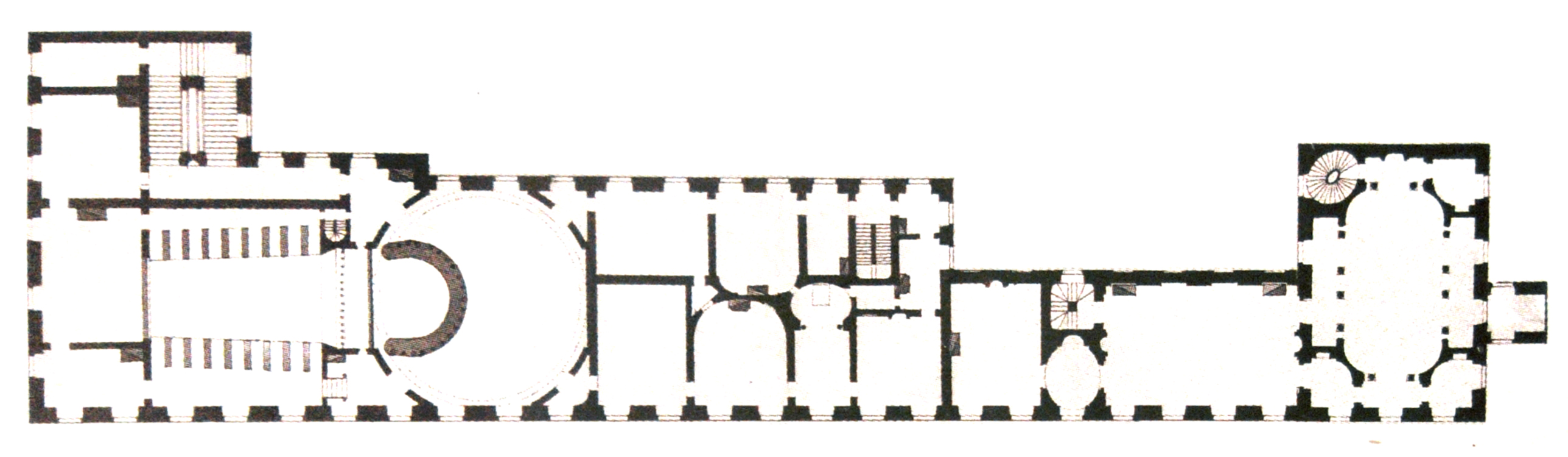
Georg Veldten. Projet de plan des deux étages du Grand Ermitage, 1777.

En 1770 un décret est publié, qui prévoit la construction d'un édifice dans le même axe que l'Ermitage. La construction est dirigée par Georg Friedrich Veldten et débute en février 1771, puis se poursuit en plusieurs étapes. Il faut en effet détruire d'abord des maisons devenues inutilisables, vu leur emplacement : celle de l'oberhofmeister Matveï Olsoufev et celle du lieutenant-général Rodion Kochelev.
L'établissement des plans et la construction de la loggia Raphaël le long du canal d'Hiver ont commencé en 1783.
Les aménagements ultérieurs sont dus aux architectes Ludwig Charlemagne et Auguste Ricard de Montferrand.
Sur décision de l'empereur de Russie Nicolas Ier, au milieu du XIXe siècle, toute la suite en enfilade de bâtiments d'apparat est consacrée aux collections. L'aménagement des nouveaux intérieurs est réalisée sous la direction de l'architecte Andreï Stackenschneider. La suite des dépendances devait être utilisée aux fins pour lesquelles elles avaient été construites, mais la mort prématurée (en 1865 à l'âge de 21 ans) de Nicolas Alexandrovitch de Russie, le premier fils de l'empereur Alexandre II a fait modifier l'usage auquel le bâtiment était destiné. Il a été utilisé comme immeuble de réserve pour les invités étrangers à la cour impériale.

## Architecture

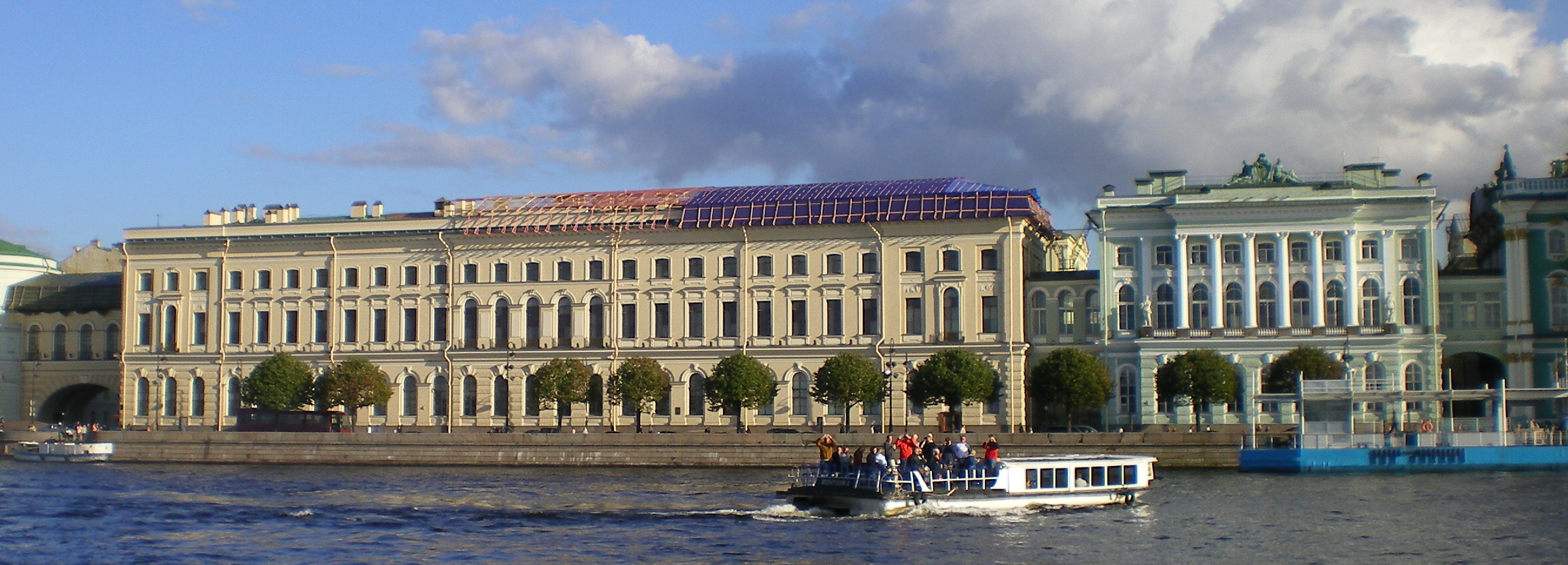
Ancien et Petit Ermitage, Saint-Pétersbourg.

Construite en ligne avec les façades du Palais d'Hiver et du Petit Ermitage, la façade du Grand Ermitage est stricte et concise. L'architecte a réussi à insérer harmonieusement la nouvelle construction dans un ensemble de bâtiments existants en soulignant l'aspect imposant de celle-ci à côté de l'expressivité plastique de l'édifice principal du Palais d'Hiver.
Les chambres et les salles se trouvent dans deux suites longitudinales, l'une vers le quai du Palais et l'autre vers la cour intérieure. De 1805 à 1807, c'est l'architecte Giacomo Quarenghi qui crée une nouvelle disposition de la suite du Grand Ermitage et la décoration intérieure est renouvelée par Andreï Stackenschneider en 1851. Ce dernier utilise abondement la dorure, la pierre de couleur, les bois d'essences précieuses, la peinture et les moulures. Les portes attirent l'attention par l'utilisation unique du style Boulle.

## Les salles du Grand Ermitage
Le rez-de-chaussée est occupé par des locaux administratifs de la direction de l'Ermitage. Parfois il a été occupé pour les réunions du Conseil de l'Empire.

### Les salles de la peinture italienne desXIIIesiècleauXVIIIesiècle
Dans les salles du premier étage (anciennes salles de séjour et salles d'apparat le long de la Neva) sont exposées des maîtres de l'époque de la Renaissance: Léonard de Vinci, Raphael, Giorgione, Titien.

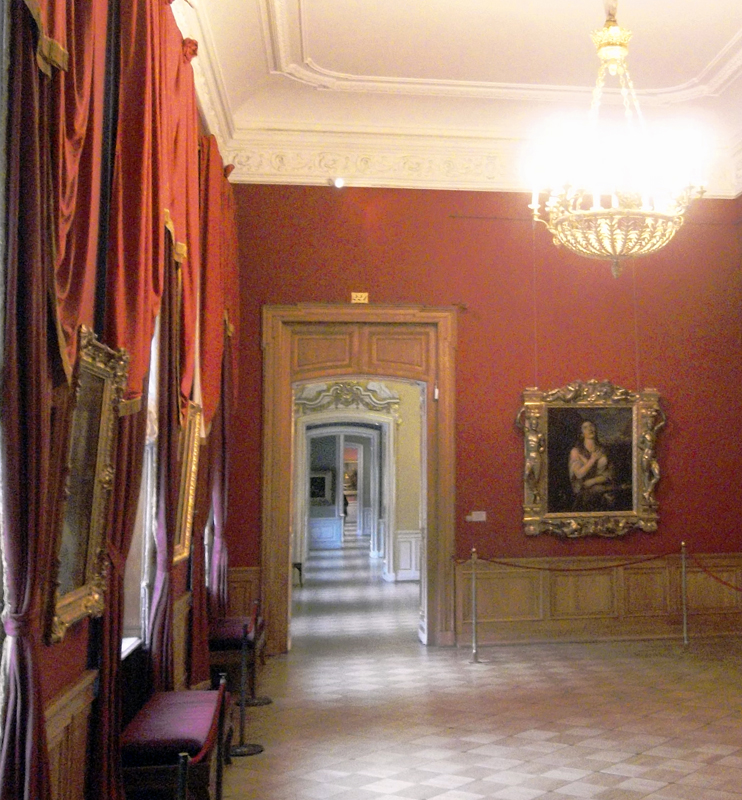
Dans la suite : la salle du Titien.
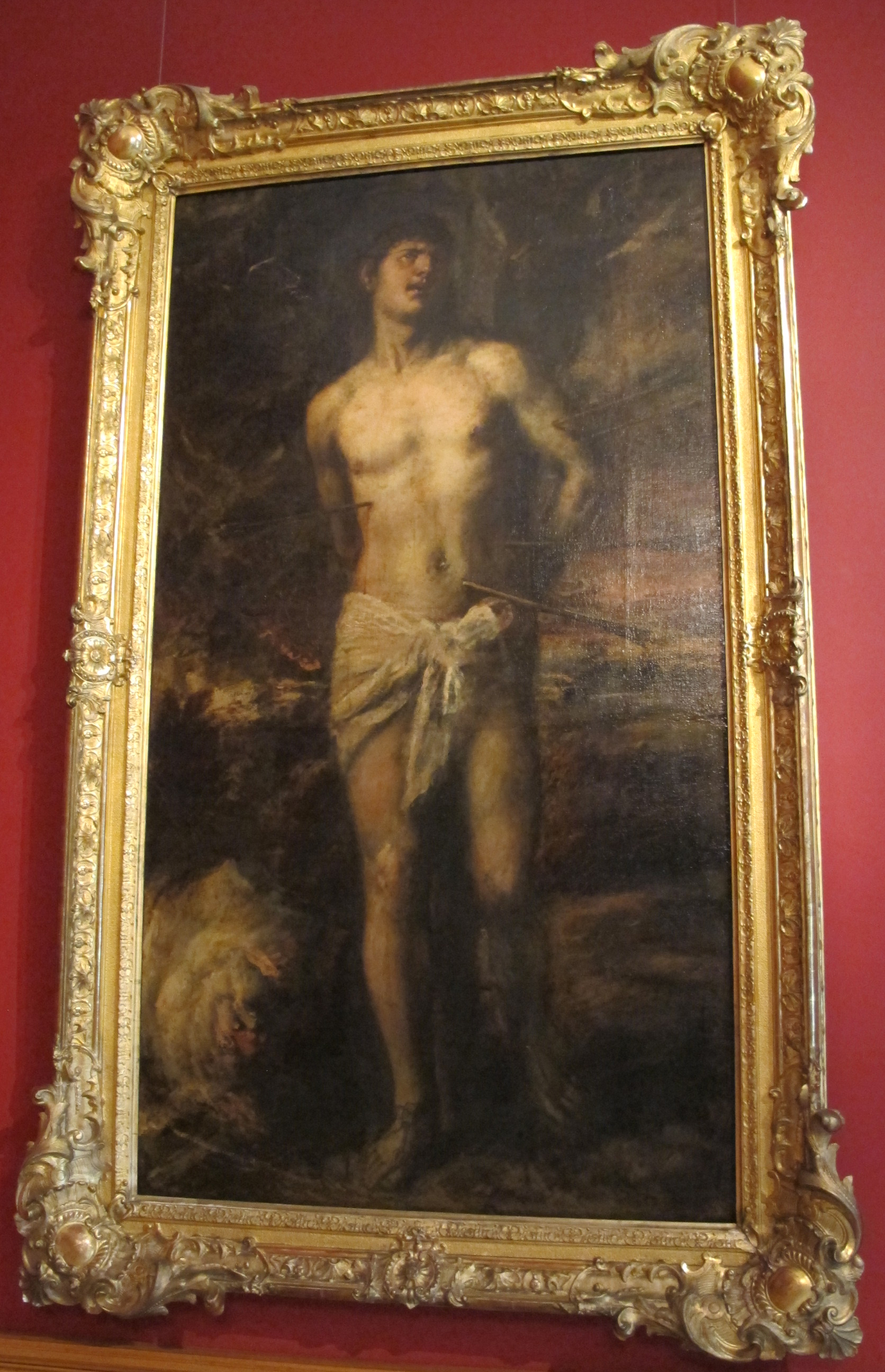
Saint Sébastien, Titien.
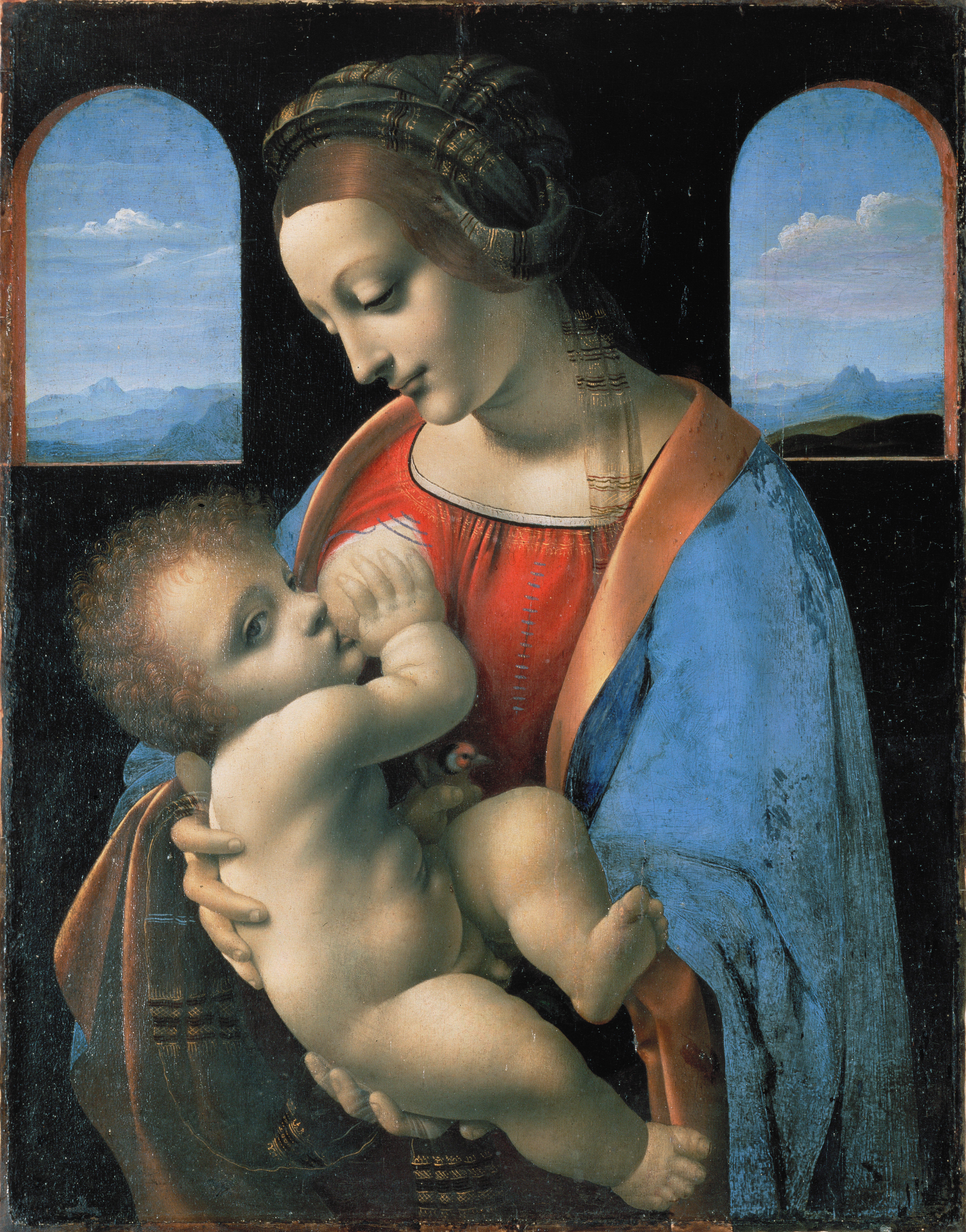
Madone Litta, Léonard de Vinci.
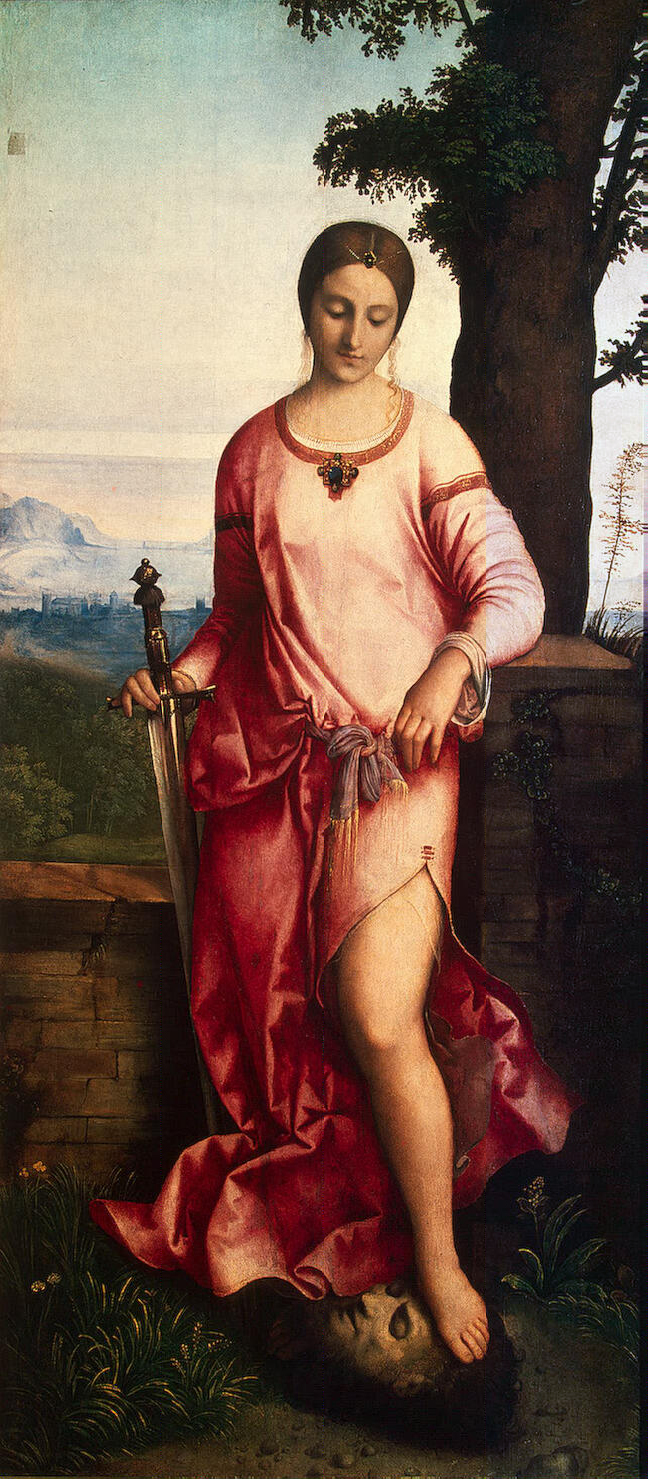
Judith, Giorgione.
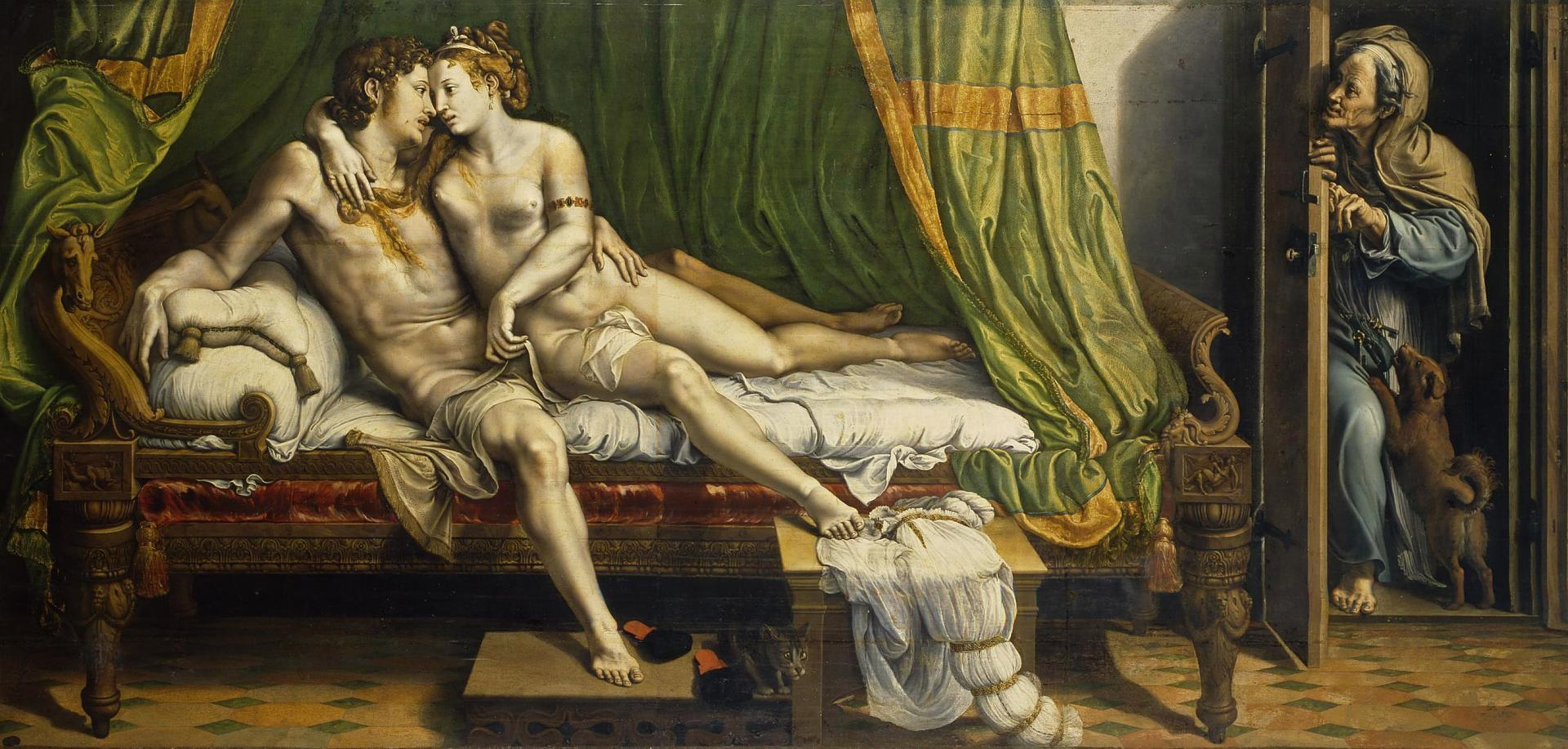
Scène d'amour, Giulio Romano.

### Loggia de Raphaël

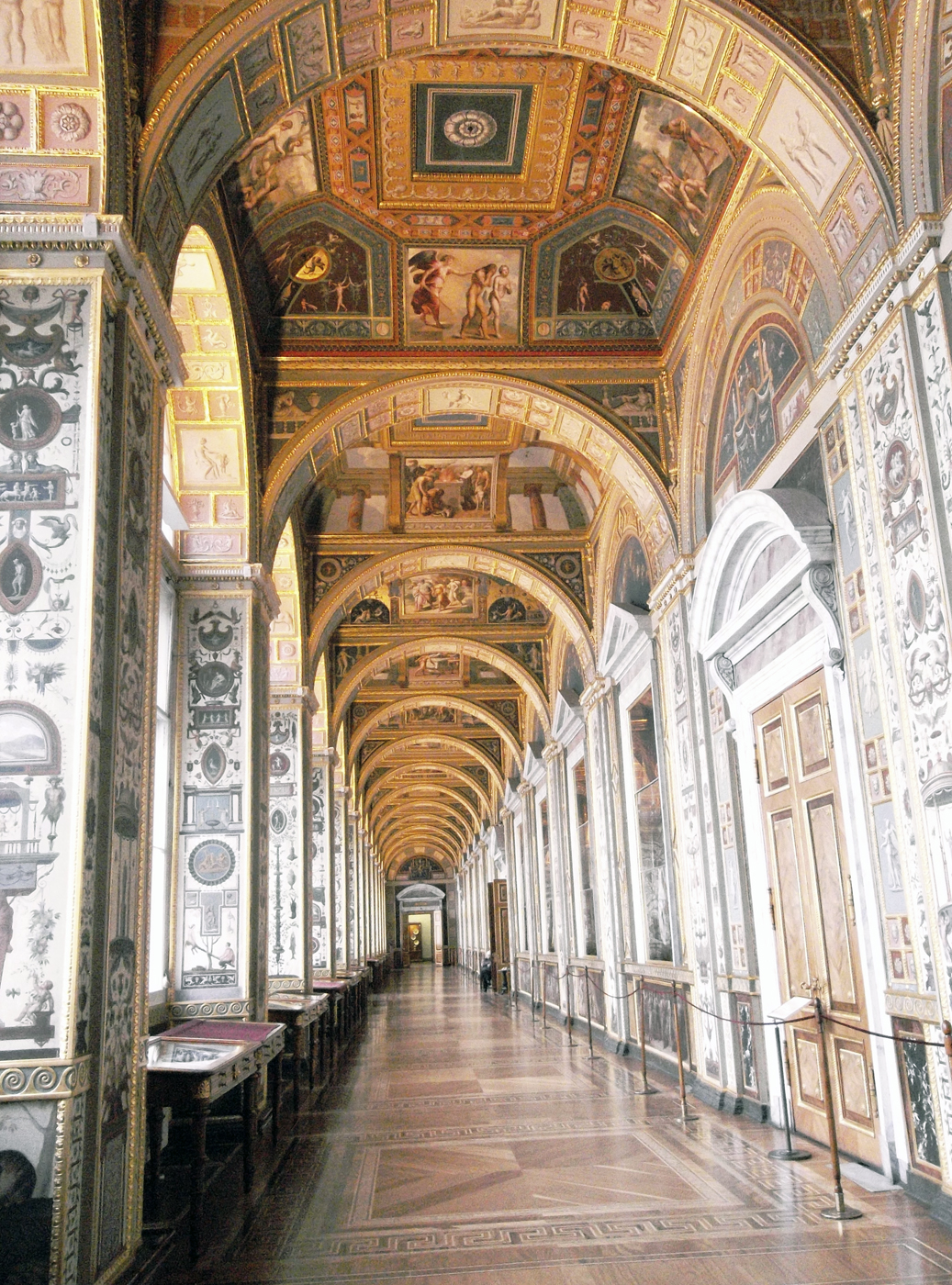
Loggia Raphaël.

Érigée durant les années 1783 à 1792 par l'architecte Giacomo Quarenghi, la galerie expose des copies de la Loggia di Raffaello (Raphaël), des fresques murales qui reproduisent (avec quelques différences) celles du Palais du Vatican à Rome. L'architecte a placé la loggia le long du canal d'Hiver à la perpendiculaire du Grand Ermitage. Avant son départ d'Italie pour la Russie, l'architecte Quarenghi a pris les mesures le la galerie du Vatican. La construction a été supervisée par un maître en matière de pierre, J. Lukini. Durant la construction une discordance est apparue entre les mesures de sa galerie et celle des toiles provenant d'Italie, ce qui a entraîné la mise à l'écart de Lukini.
Avant la construction du bâtiment, à la demande de Catherine II, un groupe de peintres sous la direction de H. Ounterberg a commencé à copier en 1778 les fresques de Raphaël, dans la galerie du palais papal. Les copies sont réalisées sur des toiles qui sont enroulées pour être envoyées à Saint-Pétersbourg. À leur arrivée, un autre peintre, Y. Metterleïter, les remet en état après le voyage. Lorsque le Nouvel Ermitage est construit, le corpus des loggias est également complètement réaménagé et les toiles sont temporairement enlevées, le temps des travaux.
Lors du siège de Leningrad en 1941, il fallait prendre des mesures de sécurité pour protéger les toiles. Elles ne sont pas enlevées mais des boucliers spécialement conçus fermaient hermétiquement les fenêtres. Ces précautions ont permis d'éviter tout dégât aux toiles durant toute la Grande guerre patriotique.
La conception architecturale des loggias est simple. La galerie se compose d'un certain nombre de loges ou loggias formés par des arcs semi-circulaires qui se trouvent toujours à la même distance les uns des autres et créent un rythme clair et calme. Les ouvertures le long du mur extérieur sont vitrées (au Vatican elles sont ouvertes), et, dans le mur opposés,,sont disposées des fenêtres occupées par des miroirs (au Vatican elles éclairent la pièce adjacente). Toute la surface des murs et des voûtes, à l'exception des panneaux près des fenêtres, est couverte de couleurs relevées. Rien n'est répété, et dans un rythme clair et pur, tout se fond en une seule composition. Des volutes d'acanthes, des fleurs dans lesquelles s'enlacent des images d'animaux fantastiques, des petits amours, des visages et figures humaines, forment une ornementation feuillue. Ce sont les images que glorifiait Raphaël, sous l'influence de la peinture antique.

### Escalier théâtral

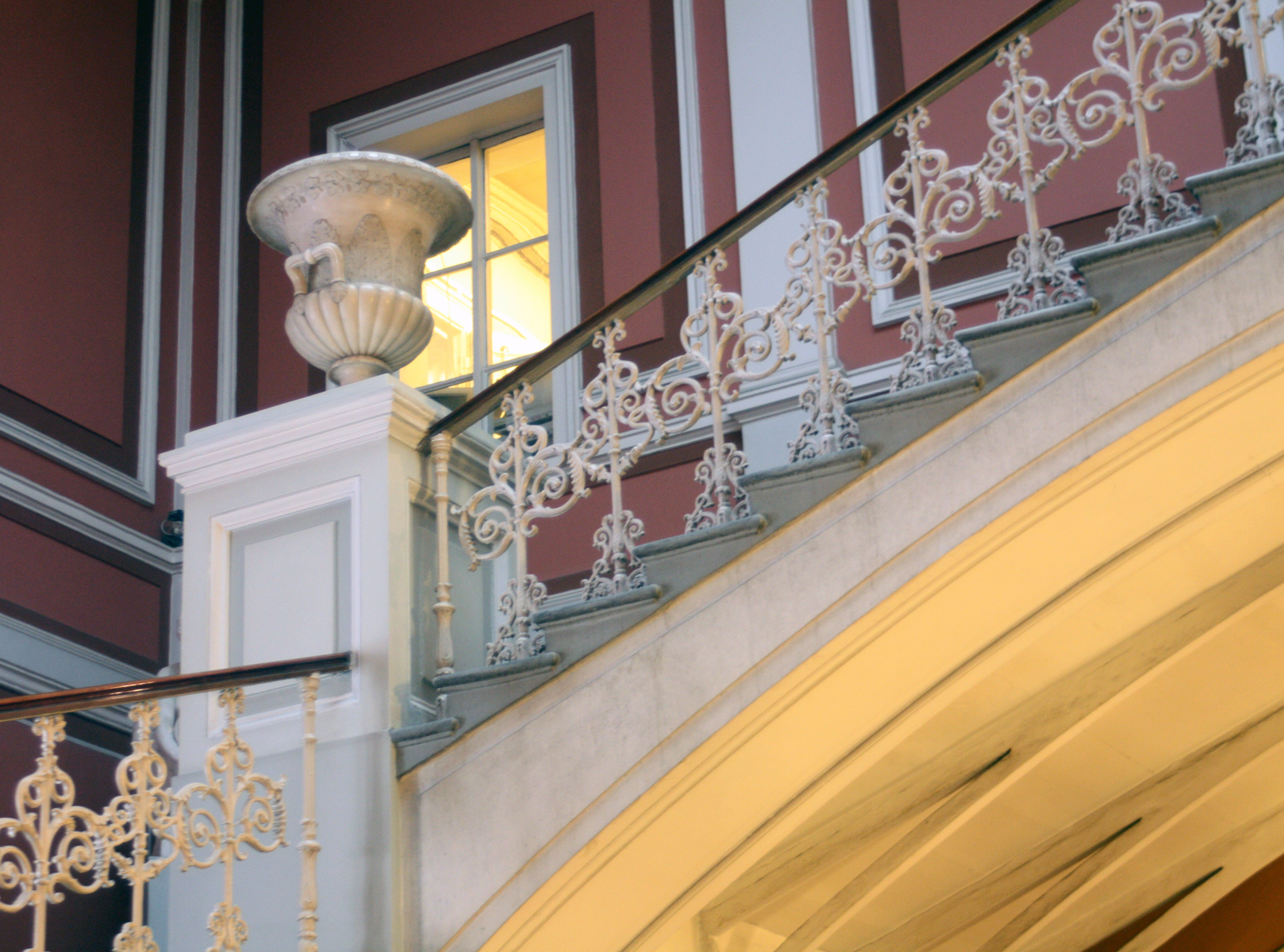
Escalier théâtral.

L'escalier théâtral est situé à l'est du Grand Ermitage, dans un avant-corps. Il a été conçu par l'architecte Nikolaï Efimov et sert à passer du côté du quai du Palais vers le théâtre de l'Ermitage et les loges de Raphaël. Il relie les trois niveaux de l'ensemble.

### Escalier du conseil

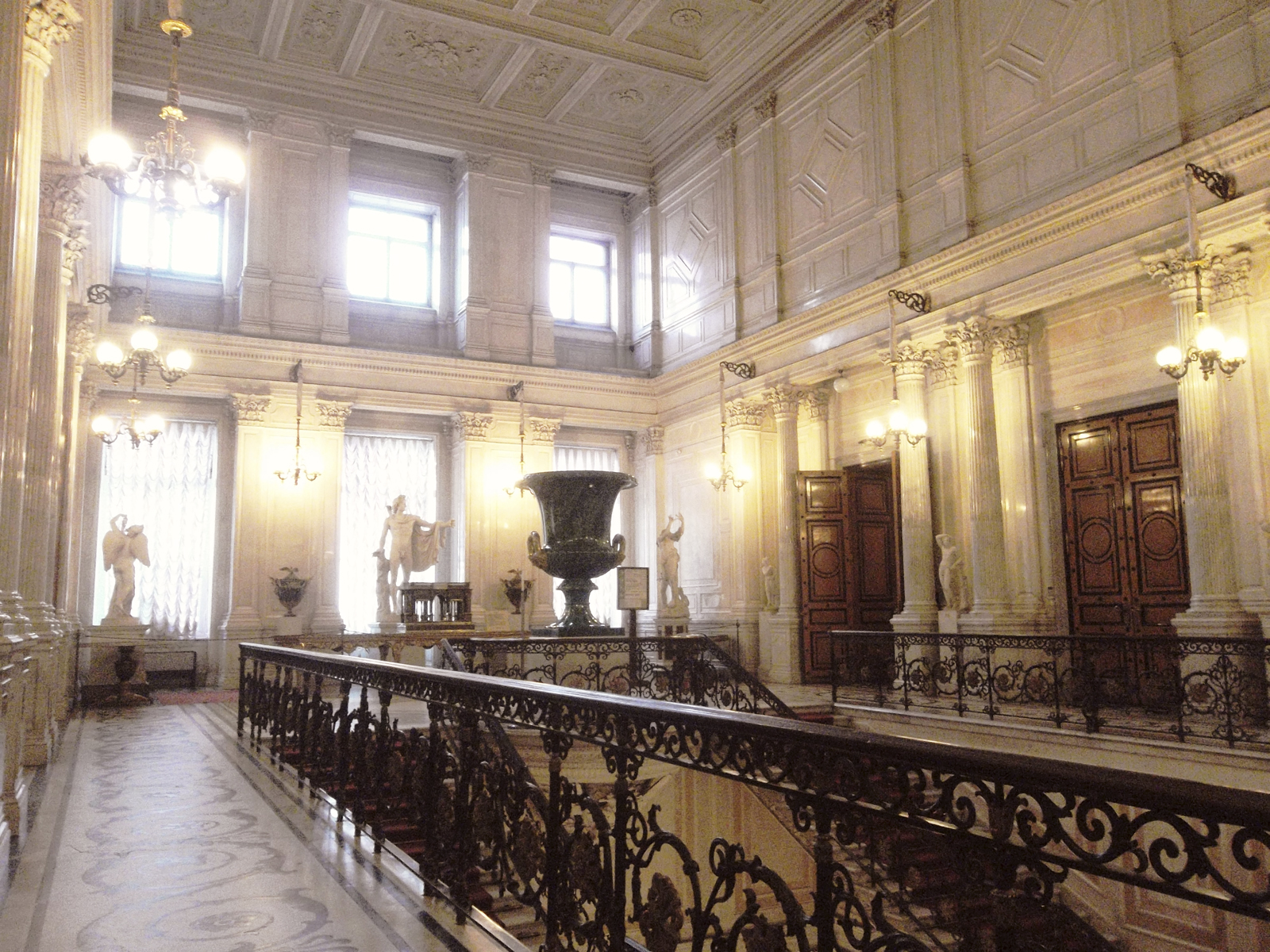
Escalier du conseil.

À partir de 1828, le premier étage du Grand Ermitage est occupé par le Conseil de l'Empire et le conseil des ministres. Pour ces deux conseils un nouvel accès est construit dans la partie ouest du bâtiment et un escalier dit du conseil y est ajouté (architecte :Andreï Stackenschneider). Cet escalier est richement décoré de marbre naturel et peint. Le vestibule est décoré de quatre colonnes monolithes en porphyre de Carélie (de Chokcha). Au plafond est réalisée une peinture pittoresque de l'artiste français Gabriel-François Doyen. L'escalier du conseil est situé près de la salle du pavillon du Petit Ermitage. C'est une des plus belles réalisations d'Andreï Stackenschneider.

## Les différents bâtiments de l'Ermitage
- Théâtre de l'Ermitage
- Palais d'Hiver
- Nouvel Ermitage